# البرج (الخلیل)
البرج یک منطقهٔ مسکونی در فلسطین است.

## خصوصیات
البرج ۲٬۵۷۸ نفر جمعیت دارد.